# 足利スクランブルシティスタジオ
足利スクランブルシティスタジオ（あしかがスクランブルスタジオ）は、2019年6月に栃木県足利市の足利競馬場跡地に作られた、「渋谷スクランブル交差点」を忠実に再現した映画撮影用のオープンセット施設。ギークピクチュアズの子会社、栃木スタジオシティプランニングが運営する。

## 概要
2019年6月、栃木県足利市に所在する足利競馬場跡地（北緯36度20分18.3秒 東経139度25分32.3秒 / 北緯36.338417度 東経139.425639度）の1.5ヘクタールの土地に、渋谷スクランブル交差点の一帯を忠実に再現した「映画撮影用のオープンセット」を建設することが足利市から発表された。
このオープンセット施設は、日本映画『サイレント・トーキョー』、中国映画『唐人街探偵 東京MISSION』、Netflixドラマ『今際の国のアリス』の3作品の撮影をするために建設され、2019年9月に完成。9月19日にマスメディア関係者に公開され、21日からは第1弾として『唐人街探偵 東京MISSION』の撮影に用いられた。
当初は、3作品の撮影が終了する2019年内の解体を予定していたが、映画やCMなど、他の団体からも本セット利用を希望する声が多かったことから、足利市が土地や建物を「東京の映像美術会社」に貸し出す形で存続させることが決まった。名称は「足利スクランブルシティスタジオ」となり、2020年6月30日から貸出が開始された。開設時点で、使用の問い合わせが約20件寄せられているという。

## メリット
実際に再現されているのは、道路・横断歩道・地下街への入口・交番・渋谷駅ハチ公口改札など一部のみで、交差点を取り囲む建物部分はグリーンバックとなっている。したがって、撮影後にクロマキー合成を行う前提の施設である。
このオープンセットにより、下記のようなメリットが得られる。
- 周囲の交通状況・野次馬などを気にせず撮影に集中することができ、警察に撮影許可を取る必要がない。
- 撮影時間・昼夜・天候などに左右されず、撮影スケジュールを確保することができる。
- 大事故・爆発・銃撃戦などといったアクション作品にも対応できる。
- 廃墟・無人・過去・未来など、通常ではありえない渋谷駅前を実現することができる。
- 3DCGによる「渋谷の街並み」を併用することで、より高度でリアルなデジタル合成を低コストで実現できる。

## 作品事例

### 映画
- 2020年 『サイレント・トーキョー』 - 渋谷駅前での大爆発事件。
- 2021年 『唐人街探偵 東京MISSION』- 大量のお札をバラまくシーン。
- 2022年 『映画 ホリック xxxHOLiC』
- 2023年 『映画 刀剣乱舞-黎明-』

### ドラマ
- 2020年 『今際の国のアリス』 - 誰もいない渋谷を再現。
- 2021年 『全裸監督』シーズン2
- 2022年 『インビジブル』 - 第1話の駅前での爆発シーン。
- 2022年 『今際の国のアリス シーズン2』 - 廃墟と化した渋谷を再現。

### CM
- 2022年 『リゼクリニック×ミスキャンパス』TVCM 「スクランブル交差点編」
- 2023年 『Triumph Motorcycles Japan』「New Street Triple 765」
- 2023年 『ポカリスエット』「青が舞う」篇
- 2023年 『ネスレ』 「キットカット史上最高」篇
- 2024年 『味の素』 「フードロスラ どうする！？人類篇 」
- 2024年 『コカ・コーラ』【スプライト】 &TEAM (K) WEBCM「クールにいこうぜ、誰よりも」篇

### ミュージックビデオ
- 2021年 『Wilderness world』 乃木坂46
- 2022年 『【踊ってみた】三原色』 YOASOBI
- 2022年 『damn』藤井風
- 2023年 『鯨の子』 Tele
- 2023年 『“Make It Out Alive”』ONE OK ROCK × Monster Hunter Now
- 2023年 『シブヤ 午後6時』 ICEx
- 2024年 『呪って呪って』 ＝LOVE

### PV
- 2021年 『sacai .Inc』 - 無人のスクランブル交差点にヘリで着陸。
- 2022年 『横浜タイヤ』
- 2022年 『Digital Reality Location』 - 当施設のプロモーション映像。
- 2022年 『パオパオチャンネル 【踊ってみた】 三原色 / YOASOBI』
- 2024年 『Digital Reality Location』